# T-Series
Super Cassettes Industries Private Limited, mer kända som T-Series, är ett indiskt skiv- och filmproduktionsbolag, grundat 1983 av Gulshan Kumar. Bolaget inledde sin framgång med att producera Bollywood-musik och musik avsett för religiösa syften. Det har dock numera stora framgångar på Youtube där de publicerar diverse innehåll, bland annat videor relaterade till fysisk träning, musik avsett för religiösa syften och innehåll avsett för barn, i 29 olika kanaler. I dess viktigaste kanal, med namnet T-Series, publiceras det musikvideor och flimklipp dagligen. Kanalen är också den kanal som har flest visningar på Youtube med cirka 67 miljarder visningar i april 2019. Den 29 maj 2019 blev T-Series kanal på Youtube den första att nå 100 miljoner prenumeranter.I juli 2022 har T-series nått 222 miljoner prenumeranter.

## Historik
Gulshan Kumar, som dessförinnan arbetat med att sälja fruktjuice i Bombay, grundade företaget 1983 med ursprungligt syfte att sälja piratkopierade filmer och Bollywoodlåtar, men bolaget började snart att producera eget musik. Bolaget fick sitt genombrott med sin musik i filmen Aashiqui (1990) som komponerades av duon Nadeem–Shravan, ljudspåren i den filmen skulle komma att säljas i 20 miljoner exemplar och bli ett av de bäst sålda albumen med Bollywoodmusik. Gulshan Kumar mördades 1997 i Bombay av maffiaföreningen D-Company och företaget togs över av hans då 19-åriga son, Bhushan Kumar, och yngre bror, Krishan Kumar.